# Das neugeborne Kindelein (Bach)
Das neugeborne Kindelein (BWV 122) ist eine geistliche Kantate von Johann Sebastian Bach, die er in Leipzig für den Sonntag nach Weihnachten komponierte und dort am 31. Dezember 1724 erstmals aufführte. Der Text ist teilweise aus dem gleichnamigen Gedicht (2.–4. Strophe) von Cyriacus Schneegaß entnommen (2.–5. Satz). Der Text wurde von einem unbekannten Verfasser umgedichtet und erweitert.

## Aufbau
Die Kantate ist vierstimmig (Sopran, Alt, Tenor und Bass) besetzt und mit Streichinstrumenten, einer Barockoboe, einer Blockflöte und dem Generalbass instrumentiert.
Die Kantate ist in folgende sechs Sätze gegliedert:
1. Choral (Sopran, Alt, Tenor, Bass) Das neugeborne Kindelein
2. Arie (Bass) O Menschen, die ihr täglich sündigt
3. Rezitativ (Sopran) Die Engel, welche sich zuvor
4. Arie (Sopran, Alt, Tenor) Ist Gott versöhnt und unser Freund
5. Rezitativ (Bass) Dies ist ein Tag, den selbst der Herr gemacht
6. Choral (Sopran, Alt, Tenor, Bass) Es bringt das rechte Jubeljahr.